# Роанок (Илиноис)
Роанок (енгл. Roanoke) град је у америчкој савезној држави Илиноис.

## Демографија
По попису из 2010. године број становника је 2.065, што је 71 (3,6%) становника више него 2000. године.
| Група             | 2000.         | 2010.         |
| Белци             | 1.975 (99,0%) | 2.016 (97,6%) |
| Афроамериканци    | 2 (0,1%)      | 13 (0,6%)     |
| Азијати           | 1 (0,1%)      | 0 (0,0%)      |
| Хиспаноамериканци | 3 (0,2%)      | 22 (1,1%)     |
| Укупно            | 1.994         | 2.065         |